# Tytherleigh
Tytherleigh – wieś w Anglii, w hrabstwie Devon, w dystrykcie East Devon. Leży 42 km na wschód od miasta Exeter i 213 km na zachód od Londynu.